# 布拉維尼夫卡
49°24′56″N 38°58′25″E / 49.41556°N 38.97361°E
布拉維尼夫卡（烏克蘭語：Булавинівка）是位於烏克蘭東部的村莊，由盧甘斯克州舊比利斯克區的新普斯科夫市鎮負責管轄。該村始建於1637年，面積6.25平方公里，海拔高度63米，2001年人口856，人口密度每平方公里137人。